# Łazek (skała)
Łazek – skała na Pienińskim Przełomie Dunajca w Pieninach Właściwych. Łazek stanowi południowe ograniczenie Doliny Szerokiej. Znajduje się na lewym brzegu Dunajca, pomiędzy skałami Piecki i Legarkowe Skałki. Dunajec w tym miejscu płynie na odcinku prostym między Masywem Trzech Koron po polskiej stronie, a Siedmioma Mnichami na Słowacji i zwalnia. Miejsce to flisacy nazywają Leniwe. Jak pisał Józef Nyka: flisacy odkładają spryszki i opowiadają legendy o Kindze i zamku Pienińskim.
Łazek znajduje się w Pienińskim Parku Narodowym w granicach wsi Sromowce Niżne w województwie małopolskim, w powiecie nowotarskim, w gminie Czorsztyn. Zbudowany jest z wapieni, ponad nim są porośnięte lasem dzikie, urwiste i trudno dostępne pienińskie ostępy (las Gonczarskie Kąty), do których nie prowadzi żaden szlak turystyczny. Natomiast po słowackiej stronie, przy Drodze Pienińskiej, nieco poniżej Łazka, jest polana Polanka, na której w latach 1885–1915 stała węgierska gospoda „Csárda” (Czarda).